# Хохдорф (Рис)
Хохдорф (нем. Hochdorf) — община в Германии, в земле Баден-Вюртемберг.
Подчиняется административному округу Тюбинген. Входит в состав района Биберах. Население составляет 2139 человек (на 31 декабря 2010 года). Занимает площадь 23,77 км².